# Arkalo Abelsen
Arkalo Abelsen (født 16. januar 1946 i Aasiaat) er en grønlandsk politiker. Han repræsenterer partiet Atassut. 
Abelsen er uddannet lærer, Han havde først job i skolevæsenet, i Vojens, Aasiaat og Nuuk. Hans begyndte som lærer i 1970, og indtil 2003. 
Politisk havde han en kort periode (1981-82) som partisekretær for Atassut. I 2003 blev han valgt til Landstinget og blev Landsstyremedlem for Kultur, Undervisning, Forskning og Kirke. Han var også Grønlands repræsentant i Samarbejdsministrene dette år, samme år som Kjell Magne Bondevik var Norges repræsentant. Samarbejdsministrene er en del af Nordisk Ministerråd. 
Fra 1. maj 2007 til 12. juni 2009 er han Landsstyremedlem for Sundhed og miljø.